# Рібер Ганссон
Карл «Рібер» Ганссон (3 жовтня 1939, Вермланд, Швеція — 18 жовтня 2024) — шведський ілюстратор і карикатурист. Переможець і призер низки міжнародних конкурсів: приз товариства EWK 2000 року (перший володар нагороди), ґран-прі World Press Cartoon 2007 за карикатуру на Путіна у вигляді ведмедя з пістолетом. Відомий під прізвиськом Riber.

## Життєпис і діяльність
Працював інженером, у 40-річному віці почав ілюструвати газетні публікації для видання Dagens Industri. У 1990—2000 роках працював у газеті Svenska Dagbladet, крім того, ілюстрував Sydsvenskan. Зараз — фрилансер, вільний художник.
Мешкає у Стокгольмі.